# Europejskie Centrum Rozwoju Kształcenia Zawodowego

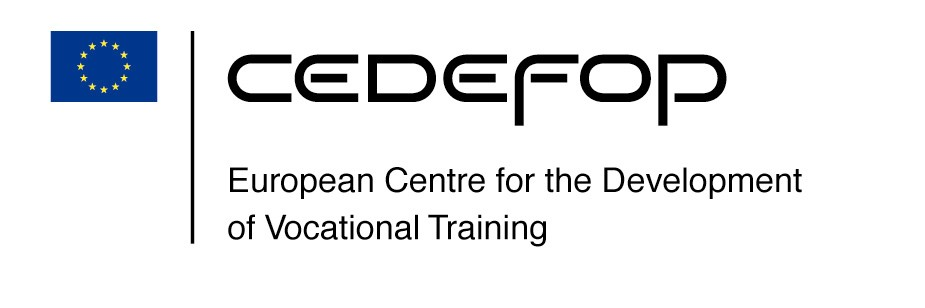
Logo Europejskiego Centrum Rozwoju Kształcenia Zawodowego

Europejskie Centrum Rozwoju Kształcenia Zawodowego (fr. Centre Européen pour le Développement de la Formation Professionnelle, CEDEFOP) – centrum zajmujące się kształceniem i szkoleniem zawodowym w Unii Europejskiej.
W 1975 roku Rada Unii Europejskiej z inicjatywy Komisji Europejskiej utworzyła Europejskie Centrum Rozwoju Kształcenia Zawodowego CEDEFOP, jako samodzielny instytut z siedzibą w Berlinie. W 1995 r. CEDEFOP został przeniesiony do Salonik. Centrum posiada biuro łącznikowe w Brukseli.
CEDEFOP jest agencją europejską, której zadaniem jest promowanie oraz rozwój kształcenia i szkolenia zawodowego w Unii Europejskiej. Spełnia także rolę centrum informacyjnego Unii Europejskiej w zakresie kształcenia i szkolenia zawodowego.
CEDEFOP był jedną z pierwszych wyspecjalizowanych i zdecentralizowanych agencji europejskich, utworzonych w celu zapewnienia specjalistycznej wiedzy naukowej i technicznej oraz możliwości wymiany poglądów między różnymi partnerami europejskimi.

## Czym zajmuje się CEDEFOP?
CEDEFOP promuje ideę kształcenia przez całe życie w całej Europie, uwzględniając poszerzenie UE, poprzez dostarczanie informacji i analiz na temat systemów kształcenia i szkolenia zawodowego, badań naukowych, a także ogólnych strategii oraz praktyk stosowanych w tej dziedzinie.
W ramach swoich zadań CEDEFOP:
- gromadzi wybraną dokumentację oraz analizy danych
- przyczynia się do rozwoju i koordynowania badań naukowych
- wspiera wspólne wysiłki na rzecz rozwijania problemów w zakresie kształcenia i szkolenia zawodowego
- stanowi forum dyskusji i wymiany poglądów

CEDEFOP udostępnia posiadane informacje, a także umożliwia bezpośrednie kontakty dzięki organizowanym przez siebie wizytom studyjnym, konferencjom oraz seminariom. Informacje dostępne w CEDEFOP-ie służą politykom, naukowcom i praktykom w zakresie kształcenia i szkolenia zawodowego w Unii Europejskiej i poza nią.

## W jaki sposób CEDEFOP zbiera informacje?
- ReferNet sieć stworzona przez CEDEFOP w 2002 roku, dostarcza informacji na temat nauczania, kształcenia i szkolenia zawodowego w Unii Europejskiej
- Skillsnet sieć skupiająca badaczy oraz ekspertów zajmujących się identyfikacją potrzebnych umiejętności zawodowych, na które będzie zapotrzebowanie w przyszłości
- TTNet sieć stworzona przez CEDEFOP w 1998 roku, umiejscowiona w 22 krajach UE, jest europejskim forum skupiającym kluczowe osoby zajmujące się kształceniem i szkoleniem zawodowym oraz kształceniem nauczycieli, trenerów oraz instruktorów zawodu

## Publikacje
CEDEFOP wydaje publikacje płatne (seria informacyjna) oraz bezpłatne (seria przeglądowa oraz seria dokumentacyjna).
Seria informacyjna przedstawia rezultaty niektórych ważnych projektów realizowanych przez CEDEFOP, m.in. obszerny raport na temat badań naukowych w dziedzinie kształcenia i szkolenia zawodowego, publikowany co trzy lata oraz raport na temat zmian zachodzących w europejskiej polityce kształcenia i szkolenia zawodowego. Streszczenie większości publikacji o charakterze informacyjnym są dostępne w Internecie.
W serii przeglądowej i serii dokumentacyjnej CEDEFOP przedstawia wyniki innych badań tematycznych, a także krótkie prezentacje systemów kształcenia i szkolenia zawodowego w Państwach członkowskich Unii Europejskiej. Publikacje wydawane w tych seriach są także dostępne w Internecie.

## Program wizyt studyjnych
Program wizyt studyjnych Wspólnoty Europejskiej, którym zarządza CEDEFOP, rozpoczął się w 1985 roku. Jego celem jest wspieranie wymian i dyskusji na tematy będące przedmiotem wspólnego zainteresowania między osobami odpowiedzialnymi za kształcenie i szkolenie zawodowe. W wizytach studyjnych, odbywających się w kraju organizującym, biorą udział małe grupy uczestników. Przez okres trzech do pięciu dni uczestnicy spotykają się w nowym otoczeniu ludzi z różnych krajów i różnych środowisk, co ułatwia im wzajemne zrozumienie i nowe spojrzenie na różne zagadnienia.
CEDEFOP zarządza programem w ścisłej współpracy z ekspertami łącznikowymi w poszczególnych krajach, zapewnia wsparcie przy przygotowaniu programu wizyt studyjnych, dokumentacji, a także oferuje pomoc przy ewaluacji.

## Konferencje „Agora Saloniki”
Konferencje „Agora Saloniki” zapewniają szerokie forum, dzięki któremu politycy, naukowcy i praktycy w zakresie kształcenia i szkolenia zawodowego mogą się spotkać i wymienić poglądy między sobą, a także z partnerami społecznymi, liderami gospodarczymi i politycznymi oraz autorytetami w dziedzinie sztuki, mediów oraz społeczeństwa obywatelskiego.
Konferencje, które odbywają się trzy razy do roku wyznaczają nowe kierunki debaty w odniesieniu do przyszłych wyzwań i nowatorskich odpowiedzi z dotyczących całego szeregu zagadnień związanych z kształceniem i szkoleniem zawodowym.

## Dokumentacja i zasoby biblioteczne
CEDEFOP gromadzi i udostępnia informacje dotyczące kształcenia i szkolenia zawodowego w Unii Europejskiej. Przyjazne dla użytkownika rozwiązania informatyczne umożliwiają dostęp do wielu zasobów, m.in. baz danych odniesień bibliograficznych, instytucji, materiałów dokumentacyjnych, a także pozwalają na wyszukiwanie informacji w sieci.
Podstawowym źródłem informacji jest codziennie uaktualniana baza danych VET-Bib. Zawiera ona ponad 50.000 odniesień do materiałów publikowanych w formie drukowanej oraz dostępnych w internecie, tj. monografie, raporty badawcze, akty prawne, Dziennik Urzędowy WE, sprawozdania parlamentarne, artykuły z prazy fachowej itd. Większość materiałów gromadzonych w zasobach bibliotecznych CEDEFOP-u jest dostępna w Internecie.